# GloRilla
GloRilla, pseudonimo di Gloria Hallelujah Woods (Memphis, 28 luglio 1999), è una rapper statunitense.
Diventata nota grazie ai singoli F.N.F. (Let's Go) e Tomorrow 2, ha vinto il premio miglior nuovo artista hip hop del 2022 ai BET Hip Hop Awards ed è stata candidata al Grammy Award alla miglior interpretazione rap del 2023.

## Biografia
Nata e cresciuta nella città di Memphis, Woods inizia a rappare all'età di 16 anni. A partire dal 2019 pubblica mixtape in maniera indipendente, realizzando due mixtape: Most Likely Up Next e P Status. Nel 2022 inizia a pubblicare alcuni singoli e ottiene una forte popolarità online con il brano F.N.F. (Let's Go), che conquista successivamente un forte successo commerciale raggiungendo la vetta della classifica Billboard relativa ai passaggi nelle radio R&B e hip hop e posizionandosi alla numero 42 della Billboard Hot 100. Il brano riceve inoltre il plauso della critica, guadagnando una nomination ai Grammy 2023 nella categoria "miglior registrazione rap" e venendo inserita nelle classifiche delle migliori canzoni dell'anno da Los Angeles Times, NPR (che la definisce in assoluto la miglior canzone del 2022), Pitchfork e Time.
Nei mesi successivi entra a far parte dell'etichetta di Yo Gotti Collective Music Group, a sua volta legata alla Interscope, e figura nella compilation dell'etichetta Gangsta Art. Vengono quindi pubblicati un remix di F.N.F. con la collaborazione di Latto e JT delle City Girls e il singolo Tomorrow in due versioni, rispettivamente da solista e con Cardi B. Quest'ultimo brano raggiunge la top 10 della Billboard Hot 100 e traina la pubblicazione del primo EP Anyways, Life's Great..., che raggiunge la posizione 11 della Billboard 200. Negli ultimi mesi del 2022, l'artista si esibisce in eventi di rilievo come gli American Music Awards e i BET Hip Hop Awards, oltre a vincere il premio "miglior nuovo artista hip hop" proprio ai BET Awards 2022.
Nel 2023 viene nominata a due iHeartRadio Music Awards, nelle categorie "miglior nuova artista hip hop" e "canzone hip hop dell'anno" per F.N.F. Sempre nel 2023 pubblica i singoli On Wat U On con Moneybagg Yo e Internet Trolls.
Nel giugno 2023, GloRilla è stata nominata nella Freshman Class del 2023 della rivista XXL. Il 5 aprile successivo GloRilla ha pubblicato un mixtape dal titolo Ehhthang Ehhthang.

## Stile e influenze musicali
L'artista definisce il suo stile musicale come «crunk e dominante».

## Discografia

### Album in studio
- 2024 – Glorious

### EP
- 2022 – Anyways, Life's Great...

### Mixtape
- 2019 – Most Likely Up Next
- 2020 – P Status
- 2024 – Ehhthang Ehhthang

### Singoli
- 2022 – Don't Kno (Remix)
- 2022 – F.N.F. (Let's Go) (con Hitkidd)
- 2022 – Tomorrow (da solista o con Cardi B)
- 2022 – Blessed
- 2022 – Nut Quick
- 2023 – Internet Trolls
- 2023 – Lick or Sum
- 2024 – Yeah Glo!
- 2024 – Wanna Be (con Megan Thee Stallion)
- 2024 – TGIF
- 2024 – Hollon
- 2024 – Whatchu Kno About Me (con Sexyy Red)
- 2025 – Hell Woods 2 (con Queen Key)
- 2025 – Can You Please (con Gelo)
- 2025 – Typa

### Collaborazioni
- 2021 – Set the Tone Part 2 (Hitkidd feat. Aleza, GloRilla, Gloss Up, K Carbon e Slimeron)
- 2021 – Hot Potato (Hitkidd feat. Aleza, GloRilla, Gloss Up, K Carbon e  Slimeroni)
- 2022 – Just Say That (Duke Deuce feat. GloRilla)
- 2022 – Better Thangs (Remix) (Ciara feat. Summer Walker e GloRilla)
- 2022 – FTCU (Latto feat. GloRilla e Gangsta Boo)
- 2023 – On Wat U On (Moneybagg Yo feat. GloRilla)
- 2023 – Leave the Club (Don Toliver feat. GloRilla e Lil Durk)
- 2023 – Outside (G Herbo feat. GloRilla e Mello Buckzz)
- 2023 – Keep Dat Nigga (Part 2) (Icandy feat. GloRilla, Kaliii e Big Boss Vette)
- 2023 – In the Truck (FendiDa Rappa feat. Glorilla)
- 2023 – Embarrassing (YTB Fatt feat. Glorilla)
- 2024 – In My Bag (FLO feat. GloRilla)
- 2025 – ILBB2 (Jorjiana feat. GloRilla)
- 2025 – Killin' It Girl (J-Hope feat. GloRilla)

## Tournée
- 2025 – The Glorious Tour

### Come artista d'apertura
- 2024 – Hot Girl Summer Tour di Megan Thee Stallion

## Riconoscimenti
- BET Awards
  - 2025 – Candidatura alla Miglior collaborazione per Sticky[27]
  - 2025 – Candidatura alla Miglior artista hip hop femminile[27]
  - 2025 – Candidatura al Dr. Bobby Jones Best Gospel/Inspirational Award per Rain Down on Me[27]
  - 2025 – Candidatura al Viewer's Choice Award per TGIF[27]

- Billboard Women in Music
  - 2025 – Powerhouse Award[28]

- iHeartRadio Music Awards
  - 2025 – Artista hip hop dell'anno[29]
  - 2025 – Candidatura alla Canzone hip hop dell'anno per TGIF[29]
  - 2025 – Candidatura allo Stile di tournée preferito[29]

- MTV Video Music Awards
  - 2023 – Candidatura al Miglior artista esordiente[30]
  - 2023 – Candidatura al Miglior video hip hop per Tomorrow 2[30]